# 부흐스 AG역
부흐스 AG역(독일어: Bahnhof Buchs AG)은 스위스 아르가우주의 부흐스 지자체에 있는 기차역이다. 아르가우 교통의 1,000mm 미터궤 쇤프트란트-아라우-멘치켄선의 중간역이다.

## 운행편
다음 서비스는 부흐스 AG에서 정차한다.
- 아르가우 S-반 S14 : 쇤프트란트, 아라우 WSB 및 멘치켄 사이를 15분 간격으로 운행.